# Лапшин, Виктор Иванович
Виктор Иванович Лапшин — советский хозяйственный, государственный и политический деятель.

## Биография
Родился в 1926 году в посёлке Шатурторф. Член КПСС
С 1949 года — на хозяйственной, общественной и политической работе. В 1949—1989 гг. — инженер, конструктор КБ, начальник группы, заместитель начальника, начальник СКБ мотоциклостроения Ковровского завода им. В. А. Дегтярёва, второй, первый секретарь Владимирского горкома КПСС, секретарь Владимирского обкома КПСС по промышленности и строительству, председатель Профсоюза работников оборонной промышленности СССР.
Умер в Москве в 1989 году.